# The Male Animal
The Male Animal (deutsche Übersetzung: „Das Tier im Manne“) ist ein Theaterstück von James Thurber und Elliott Nugent. Es wurde am 9. Januar 1940 im Cort Theatre in New York City uraufgeführt. Das Stück stellt in heiterer Weise die unfreiwillige Politisierung eines weltabgewandten Intellektuellen dar. Es ist der einzige Versuch des Satirikers und Karikaturisten Thurber auf dem Gebiet des Schauspiels. Mit dem Koautor, dem Theatermann Nugent, war Thurber seit seiner Jugend bekannt und befreundet. Trotz der kurzzeitigen Abkehr von seinen eigentlichen Betätigungsgebieten Karikatur und Satire zugunsten der Dramatik gelingt es Thurber auch hier, seine bemerkenswerteste Fähigkeit als Schaffender in diesen Bereichen einzubringen: seinen analytischen Blick für Gesellschaftsphänomene. 

## Handlung
Das Stück ist in einer Universitätsstadt im Mittelwesten angesiedelt. Im Haus des jungen Englischprofessors Tommy Turner findet eine Party statt. Turner, ein schwächlicher, etwas weltfremder Geistesmensch, und seine hübsche, von naiver Lebenslust beseelte Ehefrau Ellen haben einen für das Universitätsleben recht repräsentativen Personenkreis zu Gast: den ehemaligen Footballstar Joe Ferguson, dessen Nachfolger Wally Myers, den einflussreichen, stockkonservativen Kurator Ed Keller und den Dekan der englischen Fakultät, Frederick Damon, mit Gattin. Für Keller ist die Universität vor allen anderen Dingen eine Pflanzstätte für begabte Football-Spieler. Die Unterhaltung dreht sich dementsprechend auch vor allem um das bevorstehende „Spiel des Jahres“ gegen Michigan. Turner steht den damit einhergehenden Problemen – etwa welcher Spieler zum Einsatz kommen wird – völlig desinteressiert gegenüber. Er hat andere Sorgen: Michael Barnes, ein junger idealistischer Hitzkopf, hat in einem Artikel das Kuratorium wegen der Entlassung von drei des Kommunismus verdächtigen Professoren faschistischer Methoden bezichtigt, Turner hingegen als das Musterbeispiel des liberalen Universitätsprofessors hingestellt. Keller verlangt, Turner solle sich öffentlich von dem Artikel distanzieren und des Weiteren davon absehen, mit seinen Studenten einen Brief Vanzettis zu lesen. Dieser war 1927 im berüchtigten Prozess von Sacco und Vanzetti als Anarchist zum Tode verurteilt worden. Doch Turner bezieht keine Stellung, da ihn plötzlich ein ganz anderes Problem in Anspruch nimmt: Er stellt fest, dass der dümmliche Kraftprotz Ferguson nur in sein Haus gekommen ist, um seinen Jugendflirt mit Ellen fortzusetzen, die sich ihrerseits erneut von ihm beeindruckt zeigt. Turner begreift, dass er hier wie dort seine überzeugte Abneigung gegen resolutes Handeln überwinden muss. Er besinnt sich, dass in der Natur die Männchen um die Weibchen kämpfen, dass sie „nicht herumsitzen und reden, sondern handeln“. Also handelt er und wird prompt von Ferguson zusammengeschlagen. Dieser weicht jedoch aus, als Ellen ihn beim Wort nehmen und mit ihm durchbrennen will. Nun beginnt sie allmählich, ihren Mann zu verstehen, der inzwischen um der Unabhängigkeit der Forschung und Lehre willen Keller und seiner Clique den Kampf angesagt hat. Bereit, ihn dabei zu unterstützen, bleibt sie an seiner Seite.

## Interpretation
Die Autoren prangern in ihrem Stück die Beschränktheit jener an, die hinter allen in der Universität und anderswo herrschenden liberalen Anschauungen das Schreckgespenst des Kommunismus wittern. Diese Kritik an der politischen Atmosphäre der dreißiger Jahre verbindet sich mit einer pointenreichen Satire auf die Football-Hysterie als Ausdruck des von einflussreichen Spießern erstrebten Bildungsniveaus.

## Verfilmung
Das Stück wurde 1942 auch von Nugent selbst mit Henry Fonda und Olivia de Havilland in den beiden Hauptrollen verfilmt (deutscher Filmtitel: Thema: der Mann).